# Botoșani Shopping Center
Botoșani Shopping Center (numit inițial European Retail Park Botoșani) este un centru comercial în Botoșani, România, cu o suprafață închiriabilă de 14.800 metri pătrați și a implicat inițial o investiție de 15 milioane de euro. Principalele magazine din centrul comercial sunt Carrefour, Decathlon, JYSK, New Yorker, Orsay, TXM, Orange, Sensiblu, și Beauty Mania.
A fost dezvoltat de compania belgiană BelRom și deschis pe 15 noiembrie 2011.